# Strandbulspindel
Strandbulspindel (Pelecopsis mengei) är en spindelart som först beskrevs av Simon 1892.  Strandbulspindel ingår i släktet Pelecopsis och familjen täckvävarspindlar. Arten är reproducerande i Sverige. Inga underarter finns listade i Catalogue of Life.